# 薛超华
薛超华（1992年3月31日—），男，北京人，中国自行车运动员。

## 经历
1992年生。北京密云人。2004年6月至2007年6月在密云体校学习和训练，2007年输送到北京队，获得过全国场地自行车赛冠军、亚洲锦标赛4公里团体追逐赛冠军、全国公路自行车冠军赛80公里冠军和世界杯赛第七名等成绩。
2017年获第十三届全运会场地自行车男子团体追逐赛冠军。2018年8月28日，在雅加达亚运会自行车男子场地车团体追逐赛战胜中国香港队，夺得金牌。

## 主要赛事成绩
2019年
 全国公路自行车锦标赛个人公路赛冠军